# Nazareno Fabbretti
Nazareno Fabbretti (Iano, 1º gennaio 1920 – Salice Terme, 25 ottobre 1997) è stato un giornalista, presbitero e francescano italiano, membro dell'Ordine dei Frati Minori.
Insieme a figure come don Primo Mazzolari, don Milani, padre Davide Turoldo e padre Ernesto Balducci può essere considerato un precursore del Concilio Vaticano II.

## Biografia
Gino Fabbretti nacque in un borgo dell'appennino pistoiese da una famiglia numerosa e povera, animata soprattutto dalla presenza della madre la cui figura segnò la vita di Fabretti anche dopo la separazione dei genitori. Gino rimase con il padre, che si trasferì a Carrara dove aprì un negozio di frutta e verdura.
Essendo un ragazzo intellettualmente vivace, ma fisicamente fragile, a causa dei postumi della poliomielite, nel 1932 Gino entrò nel collegio franescano di Recco dove si distinse per gli studi e un infaticabile desiderio di letture, forse dovuto anche all'infermità alla gamba che gli impediva di giocare come gli altri giovani. A 14 anni cominciò a scrivere sulla rivista francescana di Recco, "La Squilla".
Studiò teologia e filosofia, ma senza mai laurearsi. A Camogli nel 1943 fu ordinato sacerdote dall'arcivescovo di Genova, cardinale Pietro Boetto, prendendo il nome di fra' Nazareno. Alla prima messa, a Recco, parteciparono Nando Fabro, Angelo Barile e Rinaldo Simonassi, futuri cofondatori della rivista Il Gallo.
Dal 1946 al 1949 Nazareno Fabbretti fu frate del convento francescano di Voghera. 
Nel 1949 venne trasferito al convento genovese della Santissima Annunziata del Vastato. In questa chiesa Fabbretti divenne un apprezzato e seguito predicatore, di idee decisamente aperte, in contrasto con quelle espresse dall'arcivescovo dell'epoca, il cardinal Giuseppe Siri, e dalla maggioranza della Chiesa prima del Concilio Vaticano II.
Fu predicatore efficace, avendo a modello il conterraneo San Bernardino da Siena.
Oltre a questa attività rivolta alle classi agiate e più colte, il convento dell'Annunziata era un punto di riferimento per i poveri, i "senza nome", i mutiliati di guerra, le prostitute del porto, che trovavano in fra' Nazareno un ascoltatore attento, memore della propria infanzia povera.
Nel 1957 fu invitato a partecipare alla "Missione di Milano" dall'allora arcivescovo Giovan Battista Montini; alla missione partecipavano anche don Primo Mazzolari, don Divo Barsotti, padre Turoldo, padre Balducci, padre Bevilacqua e padre De Piaz. A Milano Fabbretti fu incaricato della pastorale della moda e fu perciò scherzosamente chiamato "il cappellano delle indossatrici".
Se per altri "preti scomodi" il Concilio rappresentò la fine dell'emarginazione ed anzi il riconoscimento di un ruolo autorevole all'interno della Chiesa, per Fabbretti non fu così. Infatti, nel 1964 il cardinal Siri lo fece allontanare dalla propria diocesi. Fabbretti trovò allora ospitalità presso il convento dei serviti di San Carlo al Corso a Milano, che erano confratelli del suo amico padre Turoldo.
Il superiore della Provincia Francescana Ligure andò a trovarlo in questo "esilio" per trovare una soluzione e nel 1965 Fabbretti tornò a vivere nel convento francescano di Voghera, dove aveva già vissuto per tre anni. Questa sede aveva il vantaggio di far parte della Provincia Francescana Ligure, ma di essere fuori dalla diocesi di Genova; d'altra parte da Voghera il frate poteva raggiungere comodamente sia Genova che Milano e continuare la sua attività di giornalista e scrittore.
Dal 1964 in poi interviene ogni estate al Salone Internazionale dell'Umorismo di Bordighera dove officia una Messa degli Umoristi in cui la predica è sempre centrata su umorismo e cristianità.
L'8 settembre del 1997 approdò all'Istituto Don Gnocchi di Salice Terme; dopo un attacco cardiaco e un ulteriore aggravamento, vi morì il 25 ottobre.

## LaSala Frate Sole
Nel 1948 padre Fabbretti aprì a Voghera una sala conferenze, che chiamò "Sala Frate Sole". L'incontro inaugurale, il 29 marzo di quell'anno, ebbe come ospite il poeta Salvatore Quasimodo. L'attività regolare si svolgeva il giovedì, quando a settimane alterne Nando Fabro parlava di argomenti sociali e Fabbretti teneva una conferenza sulla spiritualità francescana.
Arrivato a Genova l'anno successivo, padre Nazareno aprì una nuova "Sala Frate Sole" nei locali dell'Annunziata, dove organizzava conferenze e incontri con personaggi della cultura e dello spettacolo: innanzitutto faceva parlare a Genova cattolici "scomodi" come Giuseppe Dossetti e Giorgio La Pira, don Primo Mazzolari e don Milani, padre Turoldo ed Ernesto Balducci; inoltre invitava giornalisti come Enzo Biagi e Guglielmo Zucconi, gli attori di teatro in tournée a Genova, scrittori ed intellettuali, persone di ogni "colorazione" ideologica.
Forse proprio questa apertura e questo dialogo condotti nella "Sala Frate Sole" (attività sconosciute alla Chiesa italiana di quei decenni) portarono all'"allontanamento" di Fabbretti da Genova.

## Scrittore
Fabbretti scrisse una cinquantina di libri.
Il primo uscì nel 1953, si intitolava Nessuno ed era il racconto dell'esperienza del mondo dei poveri, dei "senza nome", dei "nessuno" appunto. Il libro ebbe una buona accoglienza nel mondo letterario italiano. Fra i critici letterari che apprezzarono questa e le successive opere di Fabbretti c'era in particolare Carlo Bo.
Successo riscossero anche alcune biografie dal taglio vivace, come quelle di Papa Giovanni XXIII, Papa Paolo VI, San Francesco d'Assisi, Santa Chiara e San Bernardino da Siena.
Altre opere degne di menzione sono I servi inutili. Inchiesta sulla condizione spirituale di sacerdoti del nostro tempo (1954), Piccola apocalisse (1962), Don Mazzolari, Don Milani: i disobbedienti (1972), Francesco e gli amici (1981), Il sogno e il mare (1984), Francesco il fratello di tutti (1987), Teresio Olivelli: ribelle per amore (1992), Fine del tempio? (1969) I vescovi di Roma. Breve storia dei papi (1986), Caro uomo (Lettere degli animali all'uomo) (1981), Francesco e altro (1977), Le donne della Bibbia (1964), Preghiera della cicala & C. (1994).

## Giornalista
La sua attività di scrittore e giornalista lo vide fondare due riviste: Il Nunzio e Il Gallo. Al Gallo collaborò per anni, pubblicando ogni mese un articolo di argomento religioso, o una recensione di letteratura o di cinema, oppure un pezzo di costume.
Fabbretti collaborò con vari quotidiani, fra i quali La Gazzetta del Popolo, La Stampa, Stampa Sera, La Provincia Pavese, Il Secolo XIX, il Giornale del Popolo, L'Indipendente, Il Giorno e il Corriere della Sera. Collaborò anche con Il Resto del Carlino durante la breve direzione di Enzo Biagi.
Non fu solo commentatore, ma anche inviato. In particolare durante il Concilio Vaticano II fu il corrispondente de La Gazzetta del Popolo. 
In seguito fu inviato per conto de La Gazzetta del Popolo, ma anche di Stampa Sera, Il Giorno e il Corriere della Sera, in Europa, Asia, America Latina e Stati Uniti. In particolare nel 1964 seguì i primi viaggi di un papa (Paolo VI) fuori Europa, quelli in Terrasanta ed in India.
Per trent'anni collaborò con riviste di vario carattere, da quelle culturali come Humanitas e Studium, a quelle cattoliche di più ampia diffusione come Famiglia Cristiana, Madre, Jesus, Alba, Il Popolo. Scrisse anche su riviste laiche, come La Domenica del Corriere (diretta dall'amico Guglielmo Zucconi), L'Europeo, Storia illustrata. E persino sulla rivista Sirio con una sua rubrica Astri e Religione.
Di particolare validità e sincerità sono ritenute le rubriche che Fabbretti teneva sui settimanali femminili del gruppo Rizzoli, ovvero Amica e Bella.

## Opere
- Nessuno, Torino, Borla, 1953; Prefazione di Luigi Santucci, Cantalupa, Effatà, 1998.
- Francesco, Bologna, Edizioni Francescane, 1976; Milano, Terra Santa, 2018.
- Chiara, Milano, Biblioteca Francescana Provinciale, 1979; ried. Milano, Terra Santa, 2019.
- Il sogno e il mare, Avegno, Stringa, 1984; Cantalupa, Effatà, 1999.
- I Vescovi di Roma. Breve storia dei Papi, Presentazione di Enzo Biagi, Milano, Edizioni Paoline, 1986.